# Jaume Teixidor Dalmau
Pour les articles homonymes, voir Dalmau.
Jaume Texidor Dalmau (Barcelone, 16 avril 1884 - Barakaldo, 23 février 1957) est un musicien et compositeur espagnol.

## Biographie
Jaume Texidor est né à Barcelone en 1884 et a commencé dans cette ville ses études musicales, essentiellement la composition et la direction. Il est entré dans l'Armée de terre espagnole, où il est devenu Directeur du Régiment no 68 de Melilla. À cette époque, il a écrit ses premières compositions.
En 1924 et après avoir abandonné la vie militaire, il a dirigé la Banda de Música Primitiva de Carlet (Valence). Dans cette ville il a partagé son travail entre la direction de la Banda de Música et les leçons de piano et violon qu'il donnait à son domicile.
De Carlet, il est allé à Manises, également dans la province de Valence, et, à la fin des années vingt, il est devenu directeur de la Banda Municipal de Barakaldo, localité basque où il a vécu jusqu'à sa mort.
Sa fille, María Teresa Texidor Tico, a été également compositrice.

## Œuvres
Il a composé de nombreuses œuvres pour fanfares et bandas. La plus connue de toutes est le paso doble intitulé Amparito Roca.
Le 2 mars 1919, a été créé dans le Parc Hernández (Melilla), par la Banda du Régiment d'Afrique, son paso doble "Capitán Albarrán", dédié à ce chef militaire. 
Entre autres, on peut citer des marches de procession comme "Domus Aurea", "La Pilarica", "La Virgen Milagrosa", "Luz Divina", "Auxilium Christianorum", "María Auxiliadora", "Piedad Señor" et "Sueño Eterno", ainsi que "Sacris", composé avec sa fille María Teresa; des paso doble comme "Carrascosa", "De Andalucía a Aragón" ou "Fiesta en la Caleta" et d'autres pièces comme "Brisas de la Pampa".